# Rhaphidascaris gracillima
Rhaphidascaris gracillima är en rundmaskart. Rhaphidascaris gracillima ingår i släktet Rhaphidascaris och familjen Anisakidae. Inga underarter finns listade i Catalogue of Life.